# Stålhjälmen
Stålhjälmen (engelska: The Steel Helmet) är en amerikansk krigsfilm från 1951 i regi av Samuel Fuller.

## Handling
En grupp amerikanska soldater kämpar mot en överlägsen trupp fiender i ett övergivet buddhisttempel under Koreakriget.

## Rollista i urval
- Gene Evans - sergeant Zack
- Robert Hutton - menige Bronte
- Richard Loo - sergeant Tanaka
- Steve Brodie - löjtnant Driscoll
- James Edwards - korpral Thompson
- Sid Melton - Joe
- Harold Fong - den nordkoreanske majoren
- Lynn Stalmaster - löjtnanten